# Рустамов, Мирзокосим Рустамович
Мирзокосим Рустамович Рустамов (30 октября 1917, Ходжент, Самаркандская область — 30 января 1997, Худжанд) — советский таджикский хозяйственный, государственный и политический деятель.

## Биография
Родился в 1917 году в Худжанде. Член КПСС с 1939 года.
С 1935 года — на хозяйственной, общественной и политической работе. В 1935—1994 годы — табельщик, кассир, секретарь колхоза, редактор газеты, курсант полковой школы. Участник Великой Отечественной войны. Секретарь, заместитель председателя Ленинабадского райисполкома, начальник политотдела Ленинабадской МТС, первый секретарь Аштского райкома КПТ, председатель Ленинабадского облисполкома, первый секретарь Ленинабадского обкома, первый секретарь Худжандского райкома, председатель Кайраккумского горисполкома, первый секретарь Ура-Тюбинского горкома КП Таджикистана, заведующий отделом Ленинабадского облисполкома.
Избирался депутатом Верховного Совета Таджикской ССР 3—10-го созывов (1954—1984).
Умер в Худжанде в 1997 году.
Награждён медалью «За трудовое отличие» (28.04.1940) — «за активное участие в строительстве величайшего в Союзе ССР ирригационного сооружения Большого Ферганского канала имени тов. И. В. Сталина и проявленные при этом выдающиеся успехи».